# Bănişor
Bănişor es una comuna ubicada en el distrito de Sălaj, Rumania.

## Superficie
Posee una superficie de 32,10 kilómetros cuadrados.

## Demografía
Hasta 2021 la población era de 1824 habitantes, con una densidad de población de 56,82 habitantes por kilómetro cuadrado.